# Dora Martínez
Dora Martínez – gwatemalska zapaśniczka walcząca w stylu wolnym. Zajęła siódme miejsce na igrzyskach panamerykańskich w 2003. Piąta na mistrzostwach panamerykańskich w 2005. Srebrna medalistka igrzysk Ameryki Środkowej i Karaibów w 2002 roku.